# Götene (Gemeinde)
Koordinaten: 58° 32′ N, 13° 29′ O

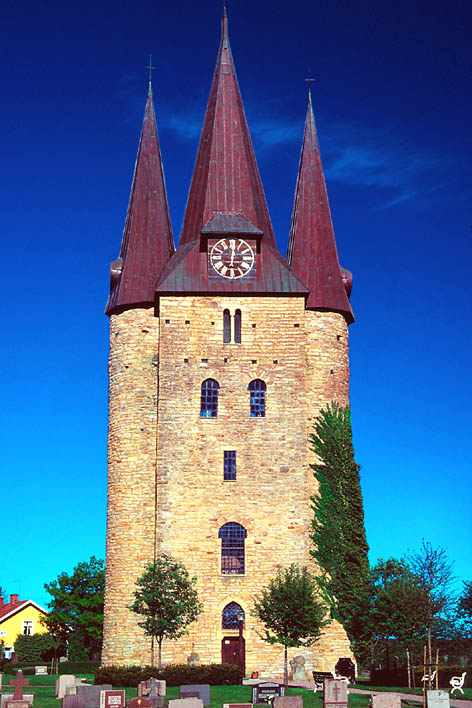
Die Kirche von Husaby

Götene ist eine Gemeinde (schwedisch kommun) in der schwedischen Provinz Västra Götalands län sowie der historischen Provinz Västergötland und liegt am Ostufer des Vänern. Hauptort ist der Ort Götene. Weitere Ortschaften sind Forshem, Hällekis, Husaby, Källby, Kinne-Kleva, Kinne-Vedum, Lundsbrunn, Årnäs und andere kleine Dörfer.

## Geographie
Die Gemeinde Götene erstreckt sich etwa 30 Kilometer längs des Ostufers des Vänern zwischen den Gemeinden Mariestad im Norden und Lidköping im Süden.
Parallel zum Seeufer zieht sich der Tafelberg Kinnekulle, der zwischen dem See und einer fruchtbaren Ebene im Landesinneren liegt. Am Berg Kinnekulle gibt es mehrere Steinbrüche, die heute teilweise stillgelegt sind. Das Gebiet des Kinnekulle ist altes Kulturgebiet mit einer Reihe von Zeugnissen vor allem aus dem Mittelalter, wie z. B. die Kirche von Husaby, wo der erste schwedische König getauft wurde, und die von Forshem.

## Sehenswürdigkeiten
- Kurort Lundsbrunn
- die Schlösser Mariedal und Hönsäter und das Herrenhaus Hellekis
- die mittelalterlichen Kirchen von Husaby, Forshem, Skälvum und Västerplana
- Felsritzungen von Flyhov
- Burgruine Aranäs

## Wirtschaft
Die Gemeinde Götene liegt in einem landwirtschaftlich intensiv genutzten Gebiet. Auch die Industrie, die 45 % der Erwerbstätigen beschäftigt, ist stark vertreten. Tourismus ist besonders im Gebiet des Kinnekulle von Bedeutung.

## Persönlichkeiten
- Kenneth Hansen (* 1960), Autosportler und 14-facher FIA-Rallycross-Europameister, stammt aus Götene und lebt in Kinne-Vedum. Seine Hausstrecke ist der Kinnekulle Ring bei Götene, eine Rennstrecke für diverse Motorsport-Arten, die auch über eine Rallycross-Bahn verfügt. Neben vielen Läufen zur Schwedischen Rallycross-Meisterschaft wurden dort 1992 und 1996 jeweils ein Wertungslauf zur FIA-Rallycross-Europameisterschaft ausgetragen.
- Susann Hansen, geb. Bergvall, Ehefrau von Kenneth, ehemalige Autosportlerin und Gewinnerin des ERA 1400 Cup 1994, einer damals noch nicht offiziell von der FIA anerkannten RX-Europameisterschaft für Nachwuchsfahrer.
- Timmy Hansen, Sohn von Kenneth und Susann, erfolgreicher Kart- (Schwedischer Meister 2008), Formelsport- und Rallycross-Rennfahrer, zurzeit für das schwedische Team Peugeot-Hansen in der FIA World Rallycross Championship aktiv.
- Magnus Hansen, Neffe von Kenneth, Autosportler und FIA Rallycross-Europameister (Gruppe N) des Jahres 1999.